# Nina Koppang
Nina Koppang (født 31. maj 2002 i Vadstena, Sverige) er en svensk håndboldspiller, der spiller for København Håndbold, men tidligere for IK Sävehof i Svensk handbollselit og Sveriges kvindehåndboldlandshold.
Hun fik debut på det svenske A-landshold den 21. april 2021, mod Ukraine. Hun blev også udtaget blandt landstræner Tomas Axnérs udvalgte trup ved VM i kvindehåndbold 2021 i Spanien.
Hun er desuden halvsøster til den svenske fodboldspiller Stina Blackstenius.

## Meritter
- Svensk handbollselit:
  - Vinder: 2021
  - Sølv: 2019